# 鹤洞·证心寺入口站
鶴洞·證心寺入口站（：／ Hakdong-Jeungsimsa-ipgu yeok */?）是光州地鐵1號線沿線的一座地下車站，位於韓國光州廣域市东区鶴洞。

## 車站結構
站體為2面2線側式月台的地下車站，候車月台設有月台幕門，並有4處出口。

### 月台配置
| 所台 ↑   |
| \| 上    |
| ↓ 南光州 |

| 月台 | 路線               | 目的地                   |
| ---- | ------------------ | ------------------------ |
| 上行 | ●光州都市铁道1号线 | 所台、鹿洞方向           |
| 下行 | ●光州都市铁道1号线 | 尚武、光州松汀、平洞方向 |

## 歷史
- 2004年4月28日：證心寺入口站（증심사입구）落成啟用，設副站名鶴洞十字路口（학동삼거리）。
- 2006年10月17日：改为现名。

## 車站周邊
- 證心寺（朝鲜语：증심사）
- 壽井教會
- 崇義科學技術高校
- 朝鮮大學附設高校
- 東區青少年修煉館
- 鶴雲119消防安全中心
- 光州東部警察署無等地區分隊
- 池元洞郵局
- 新韓銀行鶴洞分行
- 光州銀行（朝鲜语：광주은행）鶴雲洞分行
- KB證券（朝鲜语：KB증권）南光州營業所

## 圖片

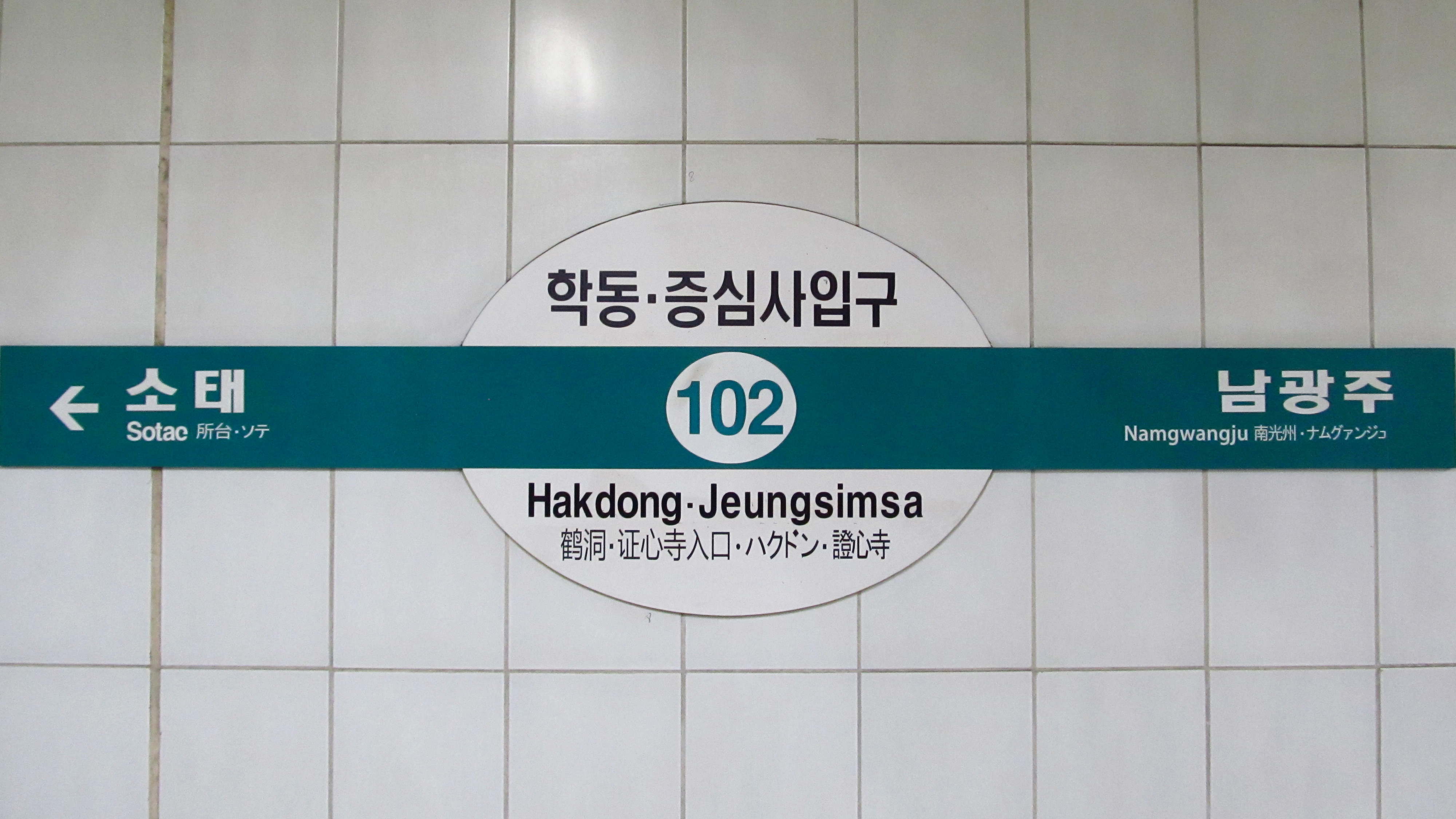
站名牌
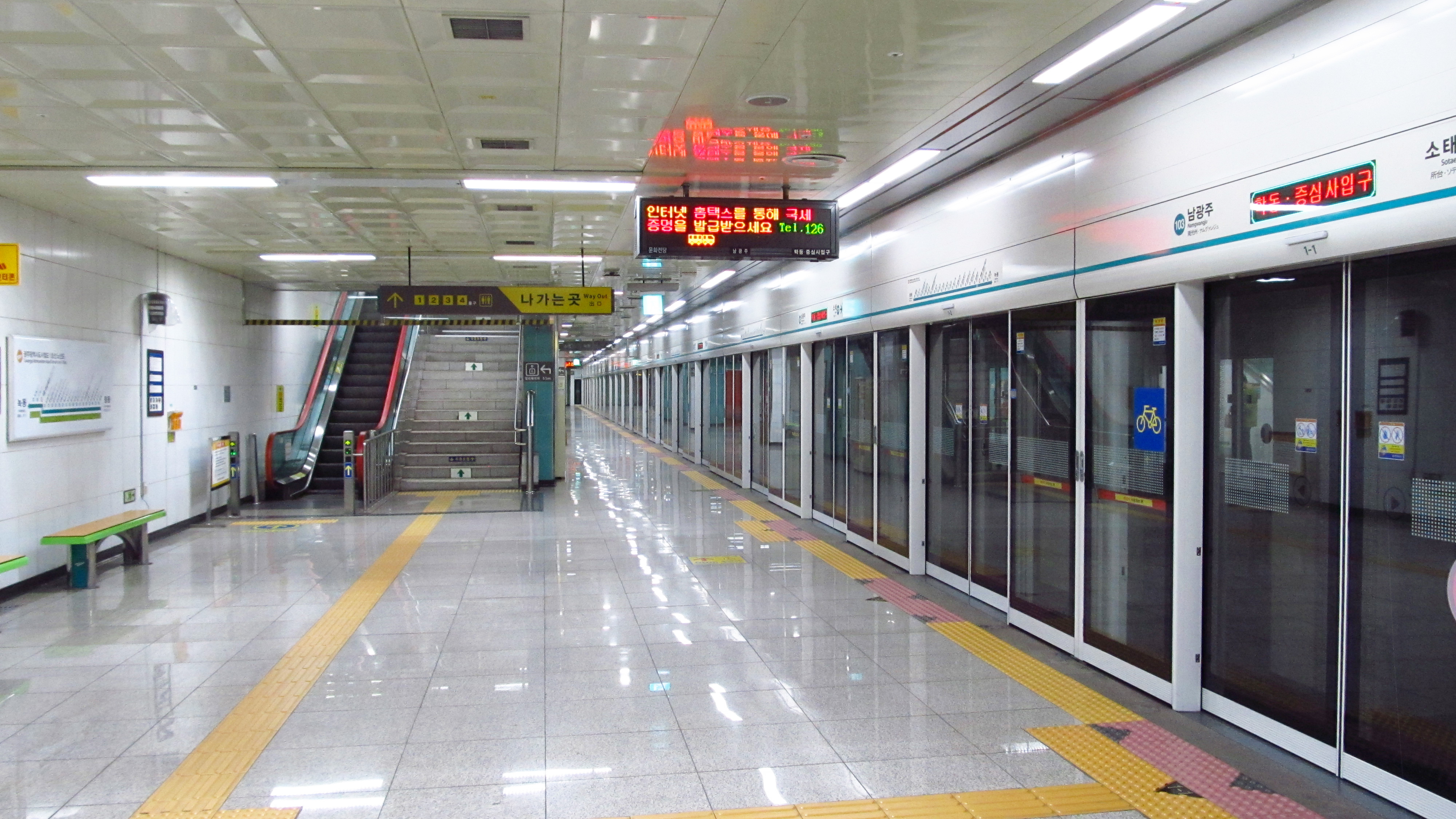
候車月台
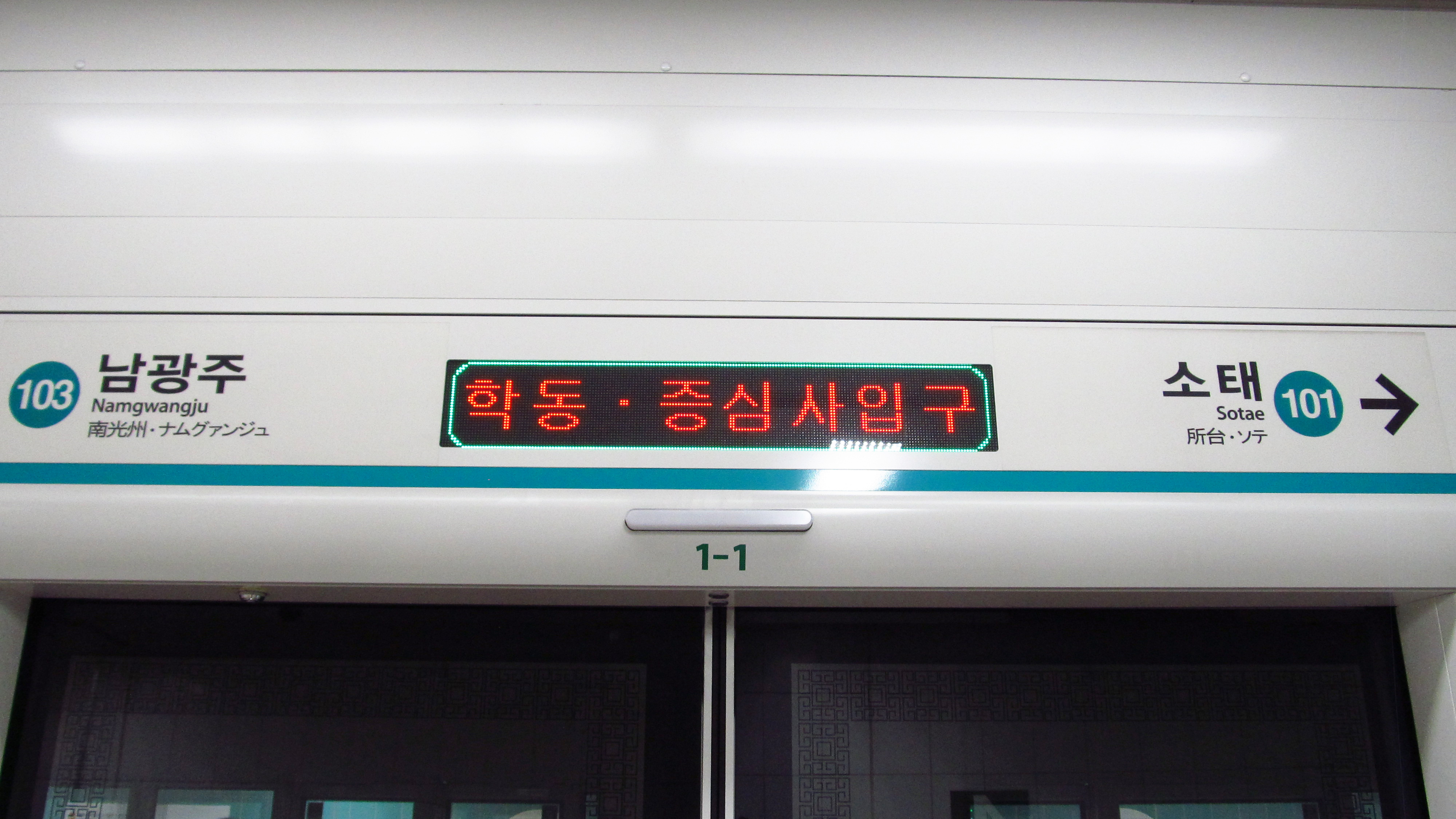
月台門資訊板
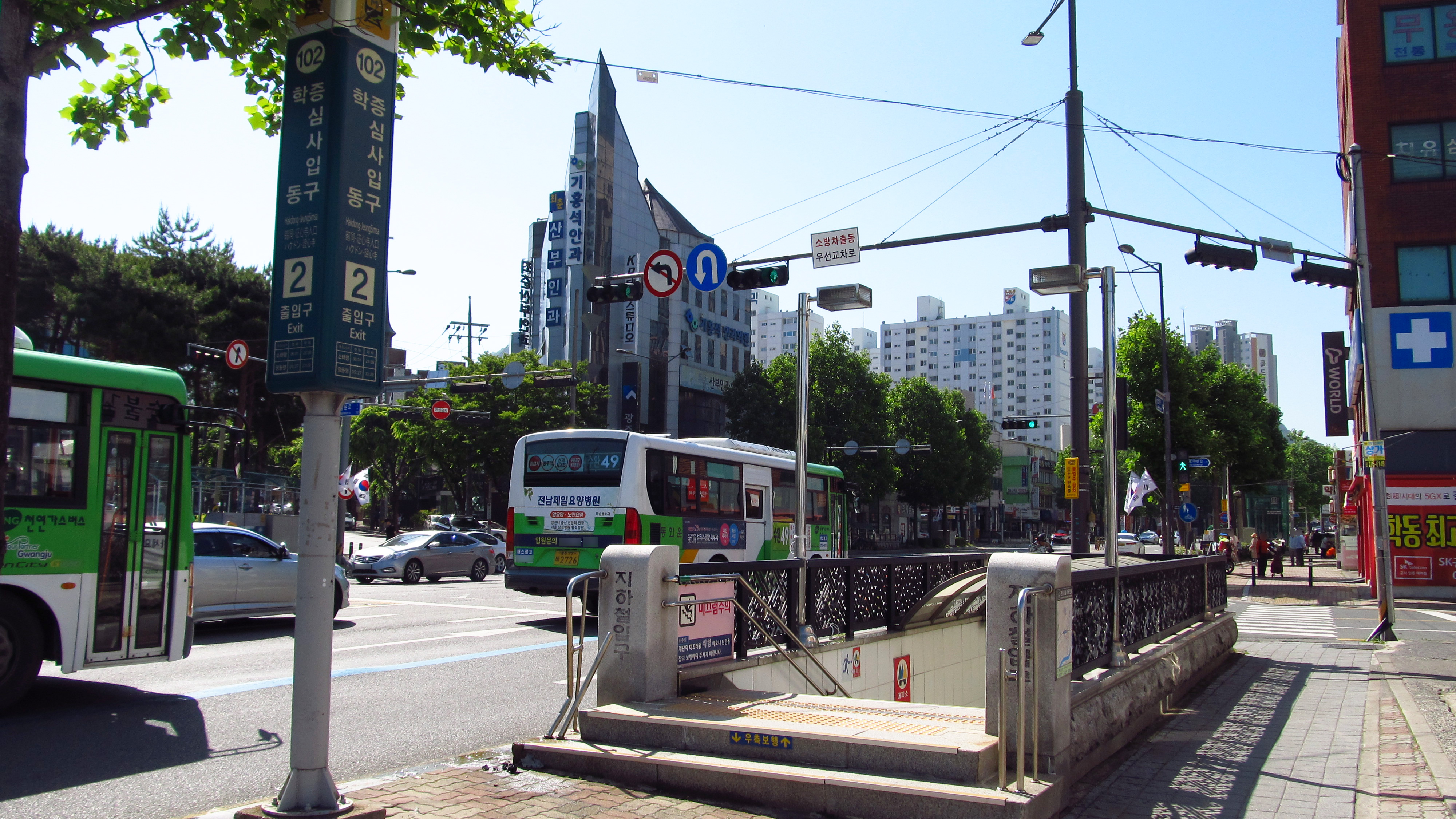
2號出口

## 相鄰車站
光州廣域市都市鐵道公社
●光州都市铁道1号线
所台（101）－鶴洞·證心寺入口（102）－南光州（103）